# Margaromma imperiosa
Margaromma imperiosa är en spindelart som beskrevs av Kálmán Szombathy 1915. Margaromma imperiosa ingår i släktet Margaromma och familjen hoppspindlar. Inga underarter finns listade i Catalogue of Life.